# Заклики муніципальних депутатів Росії щодо відставки Володимира Путіна з посади Президента РФ
Звернення до Державної думи Росії звинуватити Володимира Путіна у державній зраді — це ініціатива депутатів ради муніципального утворення Смольнинське у Санкт-Петербурзі та Ломоносівського муніципального округу Москви, які 8 вересня 2022 року закликали звинуватити главу Кремля Володимира Путіна у державній зраді. Наступного дня сімох депутатів викликали до поліції.

## Причини
Приводом до появи цього звернення, на думку семи депутатів ради муніципального округу № 80 Смольнинське в складі Центрального району Санкт-Петербурга, став наказ Президента РФ Володимира Путіна про повномасштабне вторгнення на територію України 24 лютого 2022 року. На думку депутата Дмитра Палюги відбувається рівно протилежне до однієї з декларованих президентом Росії цілей — демілітаризації України. Від так, у рамках його риторики В. Путін завдає шкоди безпеці Російської Федерації. «Ми хочемо показати людям, що є депутати, які не погоджуються з поточним курсом і вважають, що Путін завдає шкоди Росії. Ми хочемо показати людям, що не боїмося про це говорити», уточнив муніципальний депутат. Тому, на думку ініціаторів звернення дії Путіна з початку так званої «спеціальної військової операції» підпадають під 93 статтю Конституції РФ, згідно з якою президент може бути звільнений з посади на підставі висунутого Держдумою звинувачення в держзраді чи інших тяжких злочинах.

## Основні положення
У тексті звернення, оприлюдненому 7 вересня 2022 року, муніципальним депутатом Дмитром Палюгою, зазначається, що під час війни знищуються «боєздатні підрозділи» армії РФ, оскільки російська армія втрачає свої боєздатні підрозділи, а громадяни стають інвалідами. Відповідно, гинуть «молоді працездатні» громадяни. Рішення Володимира Путіна напасти на Україну «завдає шкоди безпеці Росії та її громадян». До того ж, вихід іноземних компаній з російського ринку та еміграція освіченого населення не можуть «пройти безслідно для економічного благополуччя громадян Росії». Страждає вся російська економіка.
Крім того, в результаті агресії протяжність кордону з країнами НАТО через російську агресію збільшилася більш ніж удвічі. НАТО всупереч заявленим цілям «СВО» розширюється на схід, а Україна отримує все більше новітніх озброєнь, хоча однією з оголошених цілей так званої «спецоперації» була її «демілітаризація».

«У зв'язку з цим просимо вас як депутатів державної думи виступити з пропозицією про висування звинувачення у держзраді проти президента РФ для звільнення його з посади», — йдеться у документі.

Пізніше у розмові з The Insider депутат Дмитро Палюга уточнив, що за направлення документа проголосували 7 із 10 осіб ради муніципального утворення Санкт-Петербурга.
Наступного дня 8 вересня 2022 року Рада депутатів Ломоносівського муніципального округу в Москві звернулася до Володимира Путіна з проханням про складання повноважень президента РФ. У зверненні говориться: «Дослідження показують, що в країнах із регулярною змінюваністю влади люди в середньому живуть краще і довше, ніж у тих, у яких лідер йде з поста тільки вперед ногами… У зв'язку з вищевикладеним, просимо: звільнити себе з посади у зв'язку з тим, що ваші погляди, ваша модель управління безнадійно застаріли, і перешкоджають розвитку Росії та її людського потенціалу».

## Наслідки
Семеро депутатів ради муніципального утворення Смольнинське у Санкт-Петербурзі, які закликали звинуватити главу Кремля Володимира Путіна у державній зраді, п'ятницю 9 вересня 2022 року викликали до поліції. У повідомленні управління МВС по Центральному району Петербурга, депутатів звинувачують у діях, спрямованих «на дискредитацію чинної влади». Наразі на сімох громадян РФ, що виступили із пропозицією звернутися до Державної думи РФ звинуватити Володимира Путіна у державній зраді, оформили протоколи у міському відділі поліції № 76 (частина 1 статті 20.3.3 Кодексу РФ про адміністративні правопорушення). П'ять депутатів отримали штрафи у розмірі від 44 до 47 тисяч рублів. Потім, 13 вересня Смольнінський районний суд Петербурга визнав, що муніципальна рада не проводила засідань і на цій підставі може бути розпущена.